# Znanost u 1850.
◄◄ | ◄ | 1847. | 1848. | 1849. | 1850.  | 1851. | 1852. | 1853. | ► | ►►
Arhitektura • Astronomija • Biologija • Fotografija • Glazba • Kazalište • Kemija • Kiparstvo • Knjige • Književnost • Kršćanstvo • Meteorologija • Medicina • Politika • Pravo • Promet • Slikarstvo • Šport • Znanost • Željeznički promet
Znanost u 1850.

## Svijet

### Rođenja
- 12. veljače − William Morris Davis, američki geograf, geolog, geomorfolog i meteorolog, često nazivan "ocem američke geografije" († 1934.)

## Vanjske poveznice
|  | Zajednički poslužitelj ima još gradiva o temi Znanost u 1850. |